# Bart De Clercq
Bart De Clercq (Zottegem, 26 agosto 1986) è un ex ciclista su strada belga. Professionista dal 2011 al 2019, ha vinto una tappa al Giro d'Italia 2011.

## Carriera
Passato professionista nel 2011 con l'Omega Pharma-Lotto, al Giro d'Italia 2011 ha conquistato la sua prima vittoria in carriera aggiudicandosi la tappa con arrivo a Montevergine di Mercogliano.

## Palmarès
- 2009

1ª tappa Tour de la Province de Namur
- 2010

Tour de Moselle
- 2011

7ª tappa Giro d'Italia (Maddaloni > Montevergine di Mercogliano)
- 2015

5ª tappa Tour de Pologne (Nowy Sącz > Zakopane)

## Piazzamenti

### Grandi Giri
- Giro d'Italia

2011: 27º
2012: 40º
2017: ritirato (15ª tappa)
- Tour de France

2013: 38º
2014: ritirato (8ª tappa)
- Vuelta a España

2012: 17º
2013: ritirato (10ª tappa)
2014: 34º
2015: 14º
2016: 53º
2017: 40º

### Classiche monumento
- Liegi-Bastogne-Liegi

2012: ritirato
2013: 126º
2014: ritirato
2015: ritirato
2016: ritirato
2017: 81º
- Giro di Lombardia

2011: ritirato
2012: ritirato
2013: 48º
2014: 57º
2015: 40º
2016: ritirato